# Мечеть Тамбурджилар
Мече́ть Тамбурджила́р (тур. Tamburacılar Camii) — мечеть у центрі міста Едірне, Туреччина, збудована благодійником Хаджі Хусейном, сином Кемаля. Місце, де розташована мечеть, раніше було ринком майстрів-тамбурджи (виробників тамбурів), тому мечеть отримала таку назву.
Мечеть, що має прямокутний план та дерев'яний дах, розташована у невеликому дворі. Мінарет з одним шерефе (балконом) та конічним навершшям, збудований з тесаного каменю, розташований посередині південно-західного фасаду мечеті. У дворі мечеті є шадирван.
У 1997 році мечеть пройшла значний ремонт; до ремонту її місткість становила 70 осіб, але після того, як сусідній склад, що належав Алі Ербайрактару, був пожертвуваний та приєднаний до мечеті, її місткість зросла до 500 осіб. При мечеті також діє бібліотека з фондом близько 5000 книг, яка відкрита для громадськості.